# Prix Leslie Feinberg de la littérature transgenre et gender-variant
Le prix Leslie Feinberg de la littérature transgenre et gender-variant (anciennement prix Publishing Triangle de la littérature transgenre et gender-variant) est un prix littéraire annuel décerné par Publishing Triangle pour récompenser les œuvres littéraires autour de la transidentité. Il porte le nom de Leslie Feinberg.

## Critères d'éligibilité
Pour être éligible, une œuvre de fiction doit être écrite par une personne transgenre ou de genre variant, tandis qu'une œuvre de non-fiction peut être écrite ou co-écrite par une personne cisgenre à condition qu'elle aborde des thèmes transgenres.

## Résultats
| Année | Lauréat | Finalistes |
| ----- | --- | --- |
| 2016  | The Middle Notebookes, Nathanaël, Nightboat Books,                                                                                           | Debridement, Corrina Bain Trans/Portraits: Voices from Transgender communities, Jackson Wright Schultz, Dartmouth College Press Les Argonautes, Maggie Nelson, Graywolf Press |
| 2017, | Even This Page is White, Vivek Shraya, Arsenal Pulp Press                                                                                    | Chelate, Jay Besemer, Brooklyn Arts Press A Two-Spirit Journey: The Autobiography of a Lesbian Ojibwa-Cree Elder, Ma-Nee Chacaby (en) et Mary Louise Plummer, University of Manitoba Press Asegi Stories: Cherokee Queer and Two-Spirit Memory, Qwo-Li Driskill, University of Arizona Press                                                                                               |
| 2018  | Trap Door: Trans Cultural Production and the Politics of Visibility, dir., Tourmaline, Eric A. Stanley et Johanna Burton (en), The MIT Press | Prayers for My 17th Chromosome, Amir Rabiyah, Sibling Rivalry Press Don’t Call Us Dead, Danez Smith (en), Graywolf Press A Place Called No Homeland, Kai Cheng Thom, Arsenal Pulp Press |
| 2019, | Some Animal, Ely Shipley (en), Nightboat Books                                                                                               | Holy Wild, Gwen Benaway (en), Bookthug Press Confessions of the Fox (en), Jordy Rosenberg (en), One World / Random House The Soul of the Stranger, Joy Ladin (en), Brandeis University Press |
| 2020, | I Hope We Choose Love, Kai Cheng Thom, Arsenal Pulp Press                                                                                    | Disintegrate/Dissociate, Arielle Twist (en), Arsenal Pulp Press We Both Laughed in Pleasure: The Selected Diaries of Lou Sullivan, 1961–1991 (en), dir. Ellis Martin et Zach Ozma, Nightboat Books The Little Blue Encyclopedia (for Vivian) (en), Hazel Jane Plante (en), Metonymy Press                                                                                                  |
| 2021, | Trans Care, Hil Malatino, University of Minnesota Press                                                                                      | The Death of Vivek Oji (en), Akwaeke Emezi, Riverhead We Want It All: An Anthology of Radical Trans Poetry, dir. Andrea Abi-Karam et Kay Gabriel (en), Nightboat Books My Daily Actions, or The Meteorites, S. Brook Corfman, Fordham University Press |
| 2022  | A Symmetry, Ari Banias (en), W. W. Norton | A Dream of a Woman, Casey Plett, Arsenal Pulp Press Detransition, baby, Torrey Peters, One World The Hidden Case of Ewan Forbes (en), Zoë Playdon (en), Scribner |
| 2023, | Togetherness, Wo Chan, Nightboat Books | Faltas: Letters to Everyone in My Hometown Who Isn’t My Rapist, Cecilia Gentili, LittlePuss Press stemmy things, imogen xtian smith, Nightboat Books Against Heaven, Kemi Alabi, Graywolf |
| 2024, | Girlfriends, Emily Zhou, LittlePuss Press | Adult Human Male, Oliver Radclyffe, Unbound Edition Press On Community, Casey Plett, Biblioasis Sinister Wisdom 128: Trans/Feminisms, Talia Bettcher, Marci Blackman, Claudia Sofia Garriga-Lopez, Cecilia Gentili, Kris Grey, Shereen Imayatulla, Nadine Rodriguez, Cassidy Scanlon, Catalina Schliebener Munoz, Red Washburn, Fitch Wilder, et Sarah Youngblood Gregory, Sinister Wisdom |
| 2025  | | A Wounded Deer Leaps Highest, Charlie J. Stephens, Torrey House Press Dances of Time and Tenderness, Emily Zhou, Nightboat Books El Ghourabaa: A Queer and Trans Collection of Oddities, dir. Samia Marshy et Eli Tareq El Bechelany-Lynch, Metonymy Press I Don't Want to be Understood, Joshua Jennifer Espinoza (en), Alice James Books                                                 |